# Psammophis biseriatus
Espèce
Psammophis biseriatus est une espèce de serpents de la famille des Lamprophiidae.

## Répartition
Cette espèce se rencontre :
- dans le sud de la Libye ;
- au Soudan ;
- au Soudan du Sud ;
- en Éthiopie ;
- dans le sud de la Somalie ;
- en Ouganda ;
- au Kenya ;
- dans le nord-est de la Tanzanie.

## Publication originale
- Peters, 1881 : Herpetologische Mittheilungen (Excrescenzen des Männchens von Rana gigas Blyth in der Paarungszeit, Psammophis biseriatus und breviceps, Dinodon cancellatum Dum. Bibr. = Lycodon rufozonatus Cantor, Lycodon napei Dum. Bibr. = Lycodon striatus Shaw, Bau des Schädels von Uraeotyphlus oxyurus (Dum. Bibr.). Sitzungsberichte der Gesellschaft naturforschender Freunde zu Berlin, vol. 1881, no 6, p. 87-91 (texte intégral).